# Форестбрук (Јужна Каролина)
Форестбрук (енгл. Forestbrook) насељено је место без административног статуса у америчкој савезној држави Јужна Каролина.

## Демографија
По попису из 2010. године број становника је 4.612, што је 1.221 (36,0%) становника више него 2000. године.
| Група             | 2000.         | 2010.         |
| Белци             | 2.947 (86,9%) | 3.829 (83,0%) |
| Афроамериканци    | 308 (9,1%)    | 351 (7,6%)    |
| Азијати           | 32 (0,9%)     | 62 (1,3%)     |
| Хиспаноамериканци | 62 (1,8%)     | 266 (5,8%)    |
| Укупно            | 3.391         | 4.612         |